# Áed mac Echach
Áed mac Echach Tirmcharnae, mort en 577, est un roi de Connacht issu des Uí Briúin, une branche des Connachta. Il est le fils de Echu Tirmcharnae mac Fergusso, mort vers 556,. Il accède au trône en 557 et règne jusqu'à sa mort.

## Origine
Après la mort d'Ailill Inbandae mac Eógain Beóil, tué lors dans d'un conflit avec les Uí Néill en 550 à la bataille de Cúl Conaire, peut-être Clooconragh dans le comté de Mayo, les Uí Briúin Ai deviennent les septs dominants du Connacht. Son père Echu, encore mentionné par les annales en 556 n'y est pas désigné comme roi de Connacht contrairement à Áed l'année suivante. Le meurtre d'un de ses fils est la cause d'une guerre avec l'Ard rí Érenn Diarmait mac Cerbaill des Uí Néill du Sud.

## Conflit
Geoffrey Keating relate que Diarmait avait organisé une fête à Tara pendant laquelle le fils d'Áed, nommé Curnán mac Áedo tue un noble. Curnán se place sous la protection de Forguss et Domnall mac Muichertaig du Cenél nEógain des Uí Néill du Nord qui le confient eux-mêmes à la sauvegarde de leur parent Colomba d'Iona. Malgré ces précautions, Diarmait fait exécuter Curnán pour avoir violé les lois de Tara,. Selon les Annales des quatre maîtres, Curnán est arraché des mains de Columba. Ce dernier outragé, organise une coalition des Uí Néill du Nord dont le Cenél Conaill pour soutenir Áed de Connacht dans son combat contre Diarmait .
En 561, lors de la bataille de Cúl Dreimne, peut-être Cooldrumman près de Drumcliff, dans le Comté de Sligo, les alliés rencontrent les forces de Diarmait. Les Annales des quatre maîtres mentionnent que les prières de Columba prévalent sur celles des druides de Diarmait et qu'il est défait. T.M. Charles-Edwards place cette bataille dans le futur Cairbre Drom Cliabh (en), territoire de la région située entre les Uí Néill du Nord et les Connachta, il en déduit que Diarmait menait une offensive destinée à couper les alliés de leurs bases. Il estime également que la vraie raison de ce combat était probablement un conflit relatif à la future succession de Diarmait,.

## Hypothèses
Francis John Byrne émet des réserves sur la véracité des premières généalogies des Uí Briúin, il va même jusqu'à douter que ces derniers se soient imposés parmi les premiers rois de Connacht. Il cite comme référence dans les Annales d'Ulster l'entrée relative à la mort d'Áed en 577 qui indique qu'il est tué par les Uí Briúin et les Annales d'Innisfallen qui soulignent qu'il donne Enach Dúin (Annaghdown (en) sur le Lough Corrib dans le comté de Galway) à saint Brendan de Clonfert. Il doute également du fait qu'un souverain de la région de Mag nAí, soit capable de faire un tel don. Toutefois Hubert Knox pense que les Uí Briúin étaient en fait originaires des environs d'Annaghdown, ce qui expliquerait la situation. Charles-Edwards, par ailleurs avance que les Uí Briúin avaient été installés dans le Connacht par Diarmait mac Cerbaill en opposition aux Uí Fiachrach avant qu’Áed ne rejoigne l’alliance contre lui. Áed mac Echach a comme successeur son fils Uatu mac Áedo, mort en 601/602.